# Saint-Avit (Loir-et-Cher)
Saint-Avit település Franciaországban, Loir-et-Cher megyében. Lakosainak száma 96 fő (2018. január 1.). Saint-Avit La Bazoche-Gouet, Chapelle-Guillaume, Le Gault-du-Perche, Oigny és Le Plessis-Dorin községekkel határos.

## Népesség
A település népessége az elmúlt években az alábbi módon változott:
| Lakosok száma | 240  | 189  | 146  | 114  | 121  | 111  | 107  | 98   | 98   | 96   |
|               | 1968 | 1975 | 1982 | 1990 | 1999 | 2011 | 2013 | 2015 | 2017 | 2018 |